# Ao Vivo no Coliseu (álbum de D'ZRT)
Ao Vivo no Coliseu é o álbum ao vivo da banda portuguesa D'ZRT. Foi lançado a 5 de Dezembro de 2005 num conjunto de CD com o DVD das actuações do concerto, e mais tarde foi lançado digitalmente a 29 de Agosto de 2006.

## Alinhamento de faixas
| CD/DVD |                                 |         |  |
| N.º    | Título                          | Duração |  |
| 1.     | "Intro"                         | 3:29    |  |
| 2.     | "Todo o Tempo"                  | 4:18    |  |
| 3.     | "Jogo Perigoso"                 | 4:53    |  |
| 4.     | "Para Mim Tanto Faz"            | 4:20    |  |
| 5.     | "Quem Eu Quero P'ra Mim"        | 6:36    |  |
| 6.     | "Percorre O Meu Sonho"          | 4:07    |  |
| 7.     | "Hás-De Sempre Estar"           | 5:30    |  |
| 8.     | "Amanhã Não Sei"                | 4:15    |  |
| 9.     | "Estar Ao Pé de Ti"             | 3:52    |  |
| 10.    | "Querer Voltar"                 | 3:56    |  |
| 11.    | "Battle"                        | 7:16    |  |
| 12.    | "I Don't Want to Talk About It" | 5:21    |  |
| 13.    | "Caminho a Seguir"              | 6:15    |  |
| 14.    | "Mexe"                          | 8:54    |  |
| 15.    | "Para Mim Tanto Faz"            | 4:56    |  |

## Desempenho nas tabelas musicais

### Posições
| Tabelas musicais (2005)    | Melhores posições | Certificação |
| -------------------------- | ----------------- | ------------ |
| Portugal - Top 30 Artistas | 1                 | 6× Platina   |